# Município de Franklin (condado de Sampson, Carolina do Norte)
Localização da Carolina do Norte nos E.U.A.
O município de Franklin (em inglês: Franklin Township) é um município localizado no  condado de Sampson no estado estadounidense da Carolina do Norte. No ano 2010 tinha uma população de 2.228 habitantes.

## Geografia
O município de Franklin encontra-se localizado nas coordenadas 34° 41′ 41,61″ N, 78° 15′ 40,99″ O.